# Глебовка (Киевская область)
Глебовка (укр. Глібівка) — село, входит в Вышгородский район Киевской области Украины. Основано в 1315 году. Расположено возле Киевского водохранилища.
Население по переписи 2001 года составляло 984 человека. Почтовый индекс — 07333. Код КОАТУУ — 3221882201. Местный совет — ул. Ленина, 18.
При освобождении Украины в 1943 году в районе Глебовки 23 сентября силами 212-го, 241-го и 231-го гвардейских полков 75-й гвардейской стрелковой дивизии был  форсирован Днепр и захвачен плацдарм, первый в полосе наступления 60-й Армии, который обеспечил последующее наступление на город Киев и его освобождение. Во время проведения разведки с целью определения мест форсирования Днепра в ночь с 21 на 22 сентября 1943 года в районе Глебовки погибли разведчики взвода пешей разведки Попов Иван Петрович и Шабалин Владимир Игнатович. Командир взвода пешей разведки Поляков Владимир Фомич погиб несколькими днями позднее в бою на плацдарме. Посмертно им было присвоено звание Герой Советского Союза.
В селе находится братская могила, в которой похоронены воины, погибшие в 1943 году при освобождении Глебовки, в частности, бойцы 121-й стрелковой дивизии Герои Советского Союза:
- Холодков, Егор Иванович
- Минаков, Иван Фёдорович
- Новиков, Николай Михайлович

## Галерея

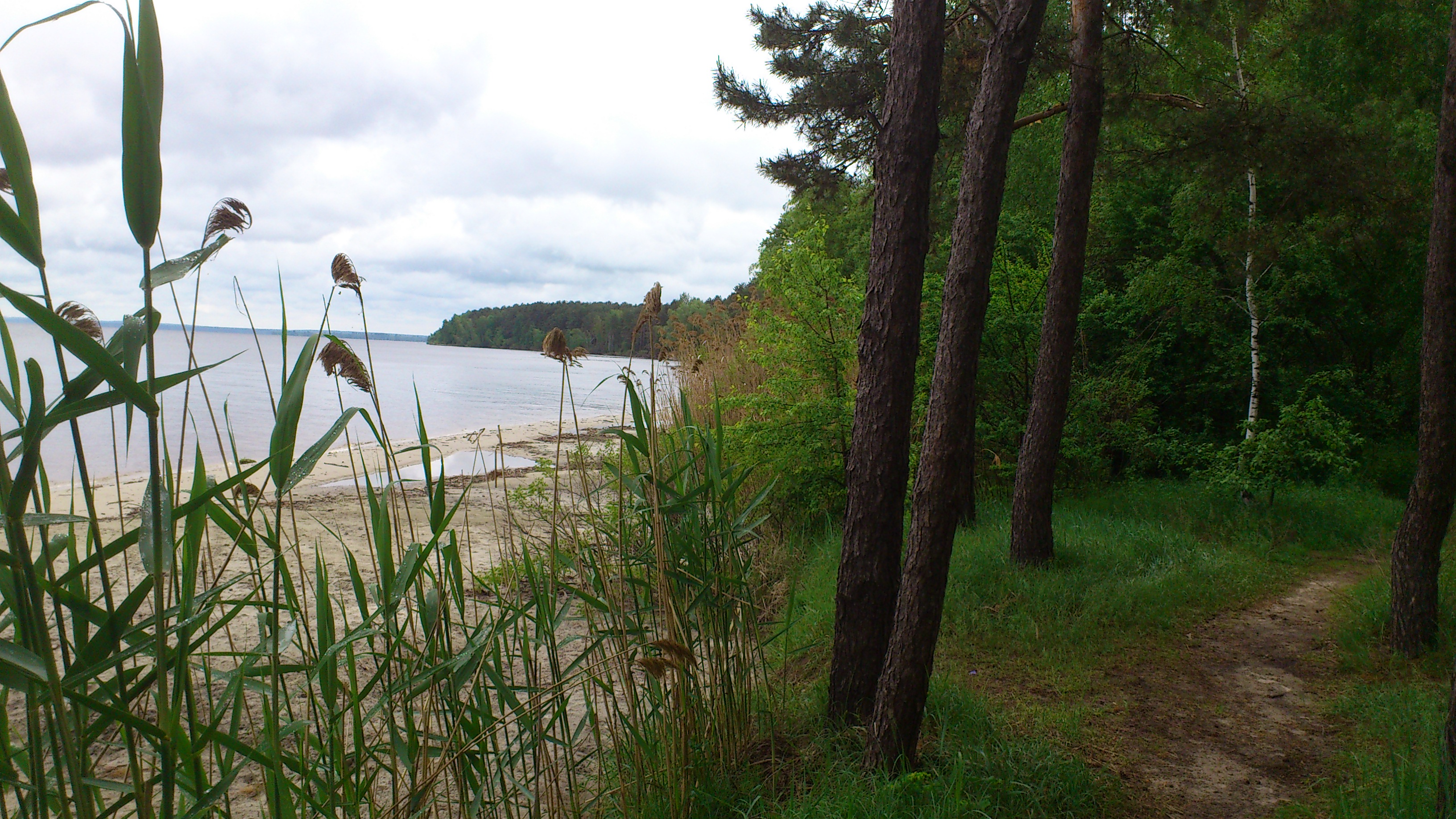
Киевское водохранилище у села Глебовка
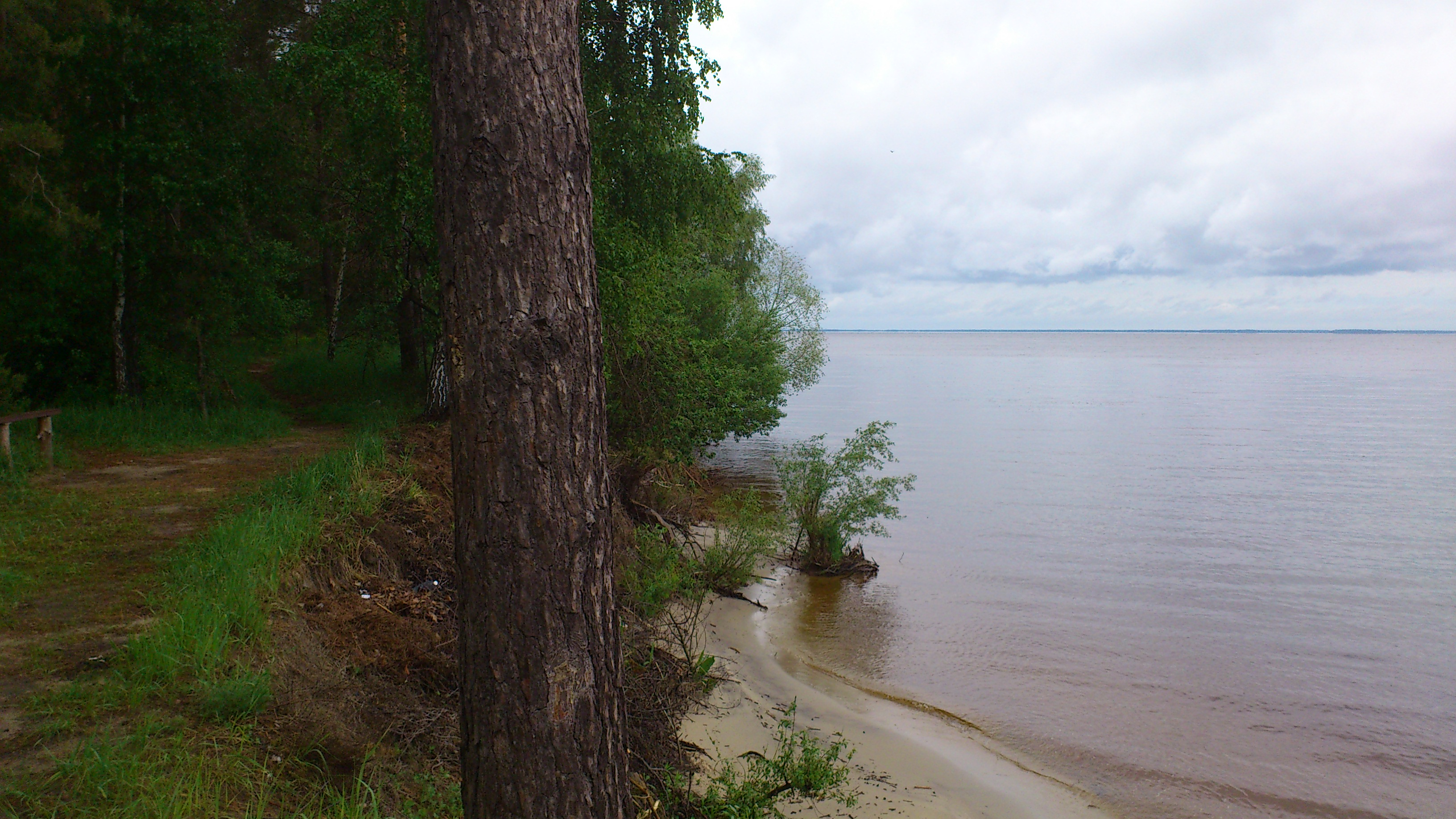
Киевское водохранилище у села Глебовка
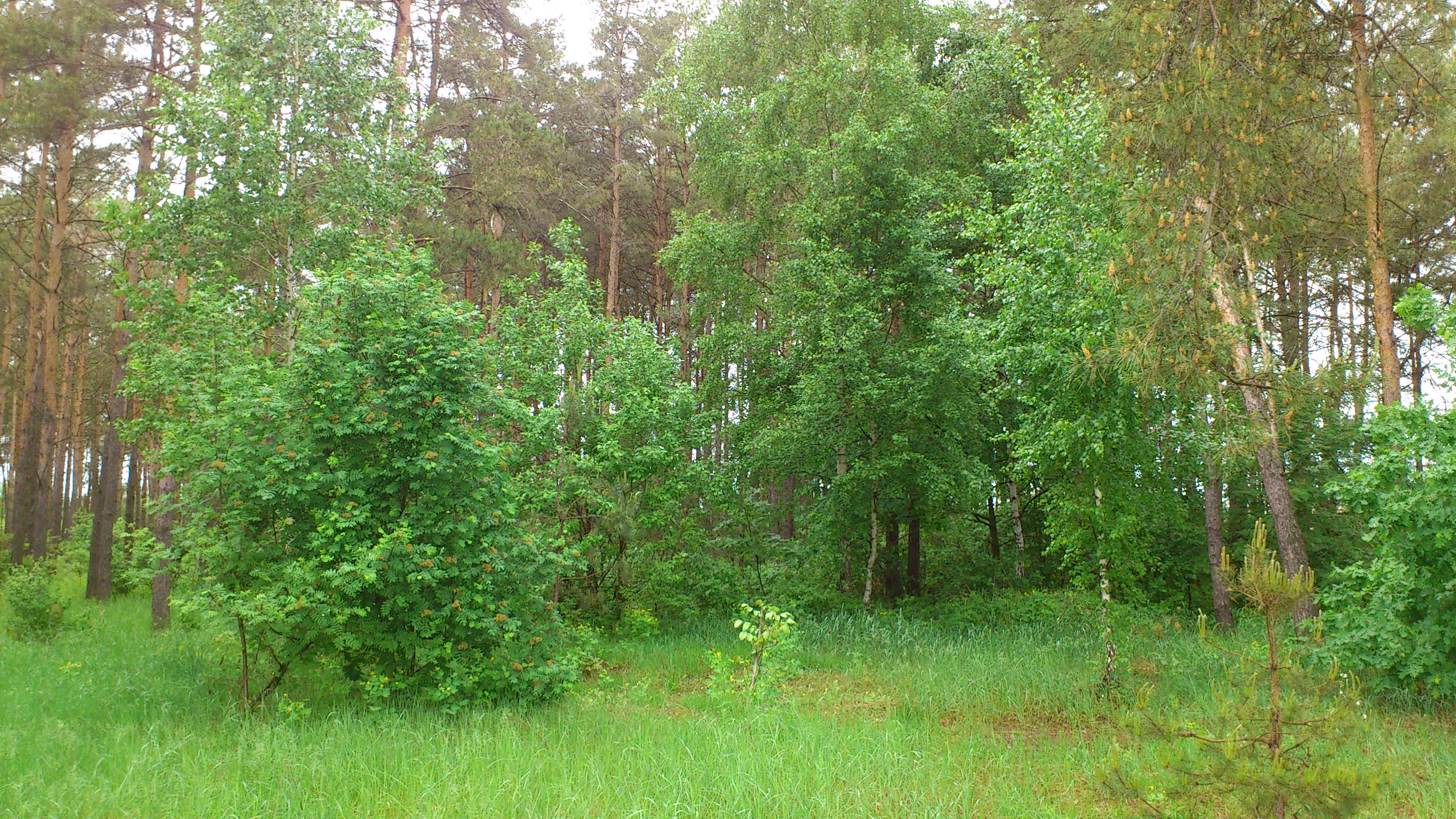
Лес на берегу Киевского водохранилища у села Глебовка
Братская могила
Мемориальная доска на братской могиле